# Рощино (Оренбургская область)
Рощино — посёлок  в Сорочинском городском округе Оренбургской области России.

## География
Находится в западной части региона, в пределах возвышенности Общий Сырт, в степной зоне у реки Красная. 

## История
В 1966 г. Указом Президиума ВС РСФСР посёлок отделения № 2 совхоза «Родина» переименован в Рощино.

## Население
| 2010 |
| ---- |
| 188  |

### Национальный состав
Согласно результатам переписи 2002 года, в национальной структуре населения русские составляли 64 % из 273 человек. 

## Инфраструктура
Основа экономики — сельское хозяйство.
Рощинский сельский клуб - филиал МБУК Клубная система Сорочинского городского округа.

## Транспорт
Остановка общественного транспорта «Рощино».